# Malcolm Musgrove
Malcolm Musgrove (Lynemouth, 8 luglio 1933 – Torquay, 14 settembre 2007) è stato un calciatore e allenatore di calcio inglese.

## Biografia
Nato a Lynemouth, Musgrove dopo aver effettuato servizio nella Royal Air Force, divenne calciatore e poi allenatore professionista, guidando club inglesi e statunitensi. Si sposò con Jean, da cui ebbe tre figli: David, Martin ed Allison.
Colpito dall'Alzheimer, muore a Torquay nel settembre 2007.

## Carriera

### Calciatore
Venne scoperto nel Lynemouth Colliery da Ted Fenton, l'allenatore del West Ham.
Dal 1953 al 1962 Musgrove è nella rosa del West Ham, con cui ottiene la promozione in massima serie nella stagione 1957-1958, grazie alla vittoria del campionato.
Nella prima stagione in massima serie Musgrove con gli Hammers ottiene il sesto posto finale. Quella successiva termina al quattordicesimo posto, mentre quella ancora seguente, la stagione 1960-1961, al sedicesimo. Nell'ultima stagione con gli Hammers, Musogrove ed i suoi ottengono l'ottavo posto finale.
Nella stagione 1962-1963 passa al Leyton Orient, sempre in massima serie. Con il Leyton Orient chiude la stagione all'ultimo posto finale, retrocedendo così in cadetteria.
Dopo alcuni anni in cadetteria, Musgrove ed il Leyton retrocedono in terza serie al termine della Second Division 1965-1966. Terminata l'esperienza con i londinesi Musgrove lascerà il calcio giocato.

### Allenatore
Ritiratosi dal calcio giocato, Musgrove nel 1973 diviene l'allenatore del Torquay United, che guiderà nella quarta serie inglese sino al 1976.
Nella stagione 1977, subentrando nel giugno 1977 al connazionale Bobby Thomson, diviene l'allenatore degli statunitensi del Connecticut Bicentennials, militante nella NASL. Con i Bicentennials chiude la stagione all'ultimo posto della Northern Division della Atlantic Conference.
La stagione seguente diviene l'allenatore dei Chicago Sting, venendo però esonerato a metà giugno, sostituito da Willy Roy.
Tornato in Inghilterra, Musgrove diviene dal 1981 al 1984 l'allenatore dell'Exeter City.

## Palmarès

### Calciatore
- Second Division: 1

West Ham: 1957-1958